# Sepa
Sepa era un zeu al Egiptului Antic. El era un zeu miriapod de la Heliopolis, având puterea de a proteja împotriva mușcăturilor de șarpe. El poate fi reprezentat și cu cap de măgar sau ca o zeitate mumiformă cu două coarne scurte.